# Ceolwald
Ceolwald va ser rei de Mèrcia l'any 716, segons consta en un document conservat a la catedral de Worcester, però aquesta informació contradiu el que posa a la majoria de textos antics sobre la història d'aquest país motiu pel qual alguns historiadors actuals dubten de la seva existència.
El rei de Mèrcia Ceolred, net de Penda va morir l'any 716 i en la majoria de llistes dels antics cronistes es diu que Ceolred va ser succeït per Æthelbald, que era un descendent de Penda però no directe. Això no obstant, en un document de la catedral de Worcester es diu que Ceolred va ser succeït per Ceolwald. Per la semblança dels noms es creu que podria ser un germà de Ceolred i, per tant, el darrer dels descendents directes de Penda que va governar Mèrcia.
És possible que Ceolwald només fos rei durant poc temps, ja que Æthelbald també va ser rei en el mateix any. La brevetat el seu regnat explicaria per què no és tingut en compte en la majoria de llistes de reis de Mèrcia.